# Salaspils
Salaspils (deutsch: Kirchholm, niederdeutsch und schwedisch Kirkholm) ist eine 18 Kilometer südöstlich von Riga gelegene Stadt in Lettland. Den jetzigen Namen trägt die Stadt erst seit 1917 nach der früheren auf einer Insel (lett. sala) gelegenen Festung (lett. pils). Im Jahre 2022 zählte sie 17.842 Einwohner.

## Geschichte
Der heutige Ort liegt neben dem historischen Kirchholm. Ausgrabungen zwischen 1964 und 1975 brachten in der Gegend Funde von vor über 11.000 Jahren zutage, wonach dort Rentierjäger ihre Lager aufgeschlagen hatten. Wikinger, welche die Düna befuhren, gaben der Insel den Namen Holme. Im 10. Jahrhundert siedelten sich Stämme von in Holzhäusern lebenden Liven an.
Im Jahre 1186 wurde vom späteren ersten Rigaer Bischof Meinhard auf der Insel die zweitälteste Steinburg Livlands, Burg Holme, errichtet. Von hier aus begann die Christianisierung und Unterwerfung der umliegenden Livischen Stämme. Nach der Errichtung einer Kirche wurde die Insel dann Kirchholm genannt. 1206 wurde der Aufstand des Aufständischen Ako in einer Schlacht nahe Kirchholm niedergeschlagen. 1298 kam der Besitz an den Livländischen Orden. 1380 wird eine neue Burg dieses Ordens am Düna-Ufer erwähnt. 1452 wurde hier ein Vertrag zwischen dem Orden und dem Rigaer Erzbischof Silvester Stodewescher unterzeichnet.

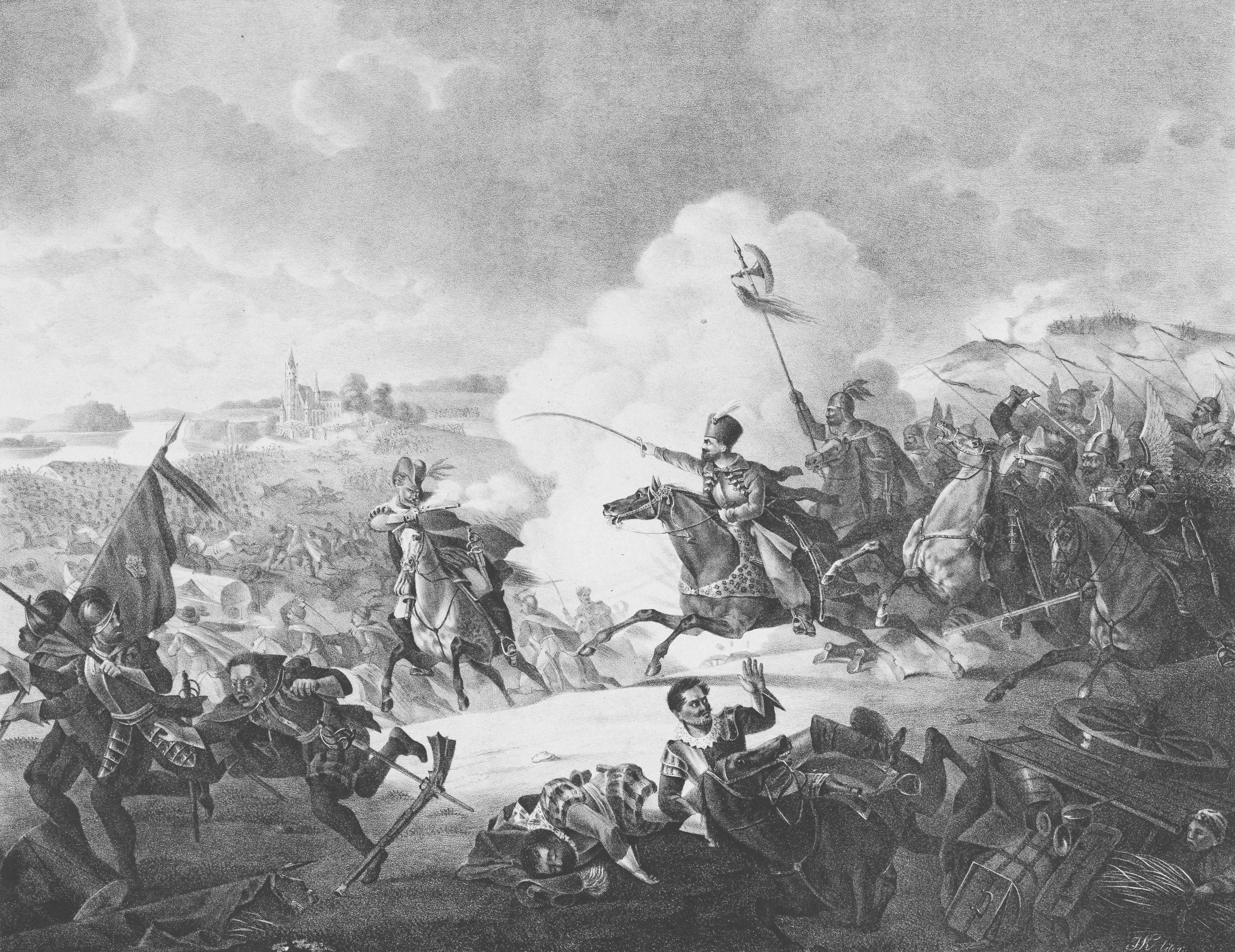
Schlacht von Kirchholm 1605 (19. Jh.)

Mit der Aufteilung des Ordenstaates 1561 kam Kirchholm zum Herzogtum Livland unter polnisch-litauischer Herrschaft. 1577 wurden die Befestigungen gesprengt, damit die Truppen des herannahenden Zar Iwan IV. (des Schrecklichen) keinen Stützpunkt aufbauen konnten. Seither sind diese Befestigungen nicht mehr aufgebaut worden.
1603 schenkte König Sigismund II. August den Rigensern die Martinsinsel, wie Kirchholm jetzt genannt wurde. Im Jahre 1605 fand im Zuge des Polnisch-Schwedischen Kriegs bei Salaspils die Schlacht bei Kirchholm statt, bei der die polnisch-litauischen Streitkräfte die zahlenmäßig überlegenen Schweden besiegten. 25 Jahre später wurde Riga schwedisch und durch umfangreiche Befestigungen, auch im Bereich Salaspils, nach Osten gesichert.
Unter Russischer Herrschaft entstand 1753 eine Gemeindeschule. 1771 wurde das Gebiet durch eine Flut von der Düna überschwemmt. 1861 wurde die Eisenbahnlinie Riga – Dünaburg eröffnet. 1898 wurde ein botanischer Garten in der Nähe des Bahnhofs eröffnet.
Im Ersten Weltkrieg befand sich Salaspils zwei Jahre lang in der Frontlinie, was zu starken Zerstörungen führte. Danach war Salaspils nur noch ein ländlicher Flecken.
1974 versank das historische Kirchholm (= Martinsala) in der Düna, weil der große Damm des Rigaer Wasserkraftwerkes erbaut wurde. Als Vorort Rigas wuchs der Ort und hatte 1979 bereits 14.000 Einwohner. 1993 erhielt Salaspils Stadtrecht. In Salaspils befinden sich heute diverse Institute der Lettischen Akademie der Wissenschaften sowie Universitätseinrichtungen. Von 1961 bis 1998 wurde hier ein atomarer Forschungsreaktor betrieben, dessen Rückbau nicht abgeschlossen ist.

## Lager Salaspils

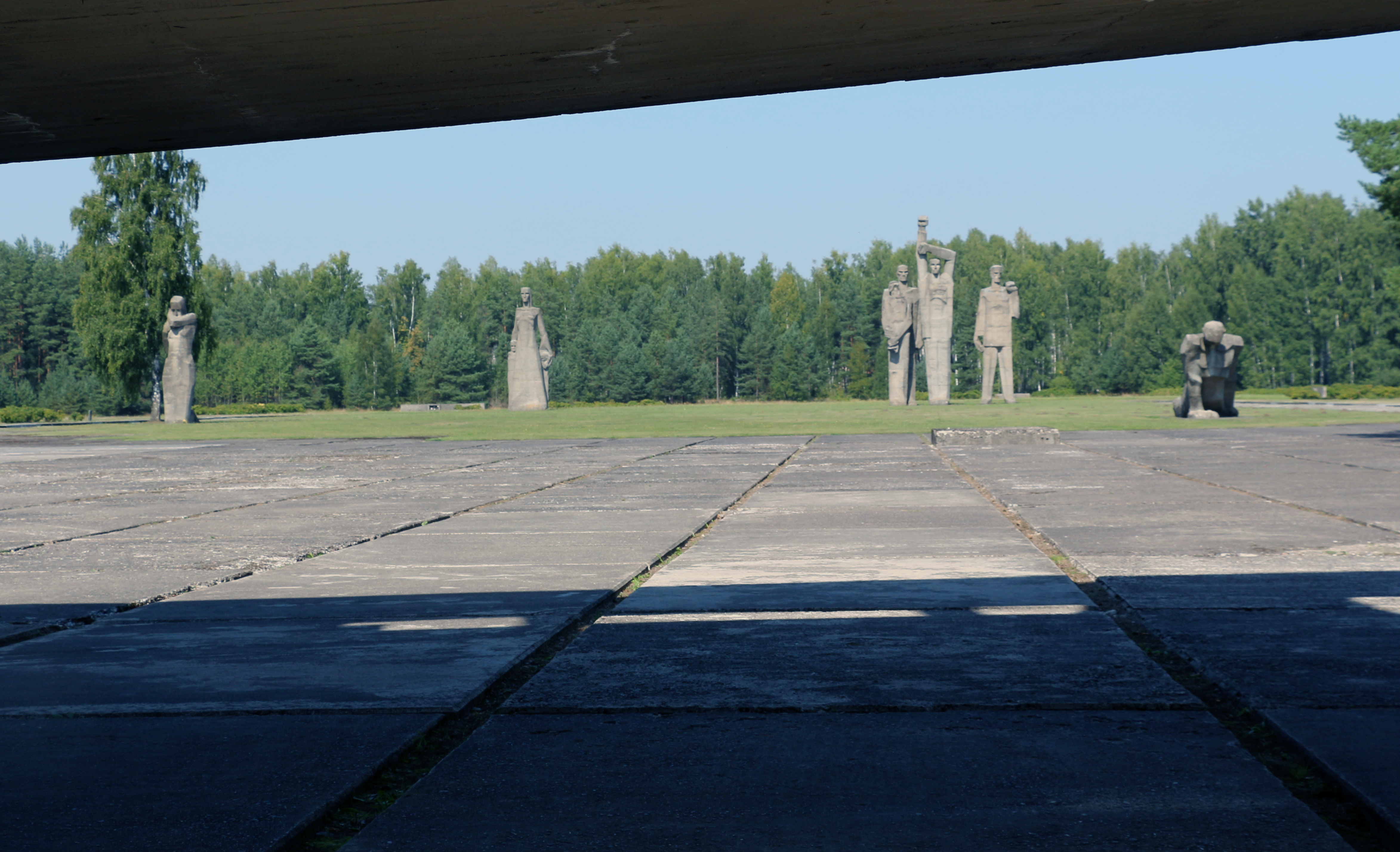
Gedenkstätte KZ Salaspils (Ļevs Bukovskis u. a., 1961–1967)

Während des Zweiten Weltkriegs befand sich in Salaspils das Polizeigefängnis und Arbeitsumerziehungslager Salaspils.
SS-Sturmbannführer Rudolf Lange, zunächst der Einsatzgruppe A beigeordnet und ab Dezember 1941 Kommandeur der Sicherheitspolizei und des SD, plante im Oktober 1941, in Salaspils eine Polizeihaftstätte und Lager für Juden einzurichten. Der Ort war durch die Eisenbahnverbindung Riga – Daugavpils gut erreichbar; die Häftlinge sollten beim Torfabbau eingesetzt werden. Sämtliche „in Riga und Lettland übriggebliebene Juden“ sollten hier konzentriert werden, wobei Männer und Frauen getrennt werden sollten, um „eine weitere Vermehrung zu verhindern“. Auch lettische „Arbeitsvertragsbrüchige“ und „Arbeitsbummellanten“ sollten im Lager „umerzogen“ werden.
Erste Transporte mit deutschen Juden, die im Oktober 1941 nach Riga umgeleitet worden waren, konnten noch nicht in Salaspils aufgenommen werden und wurden notdürftig im KZ Jungfernhof untergebracht. Das Lager wurde bis zum Frühjahr 1942 von sowjetischen Kriegsgefangenen und deportierten tschechischen und einigen deutschen Juden des KZ Jungfernhof ausgebaut. Die Pläne änderten sich mehrfach. Anstelle der Juden wurden „Schutzhäftlinge“ und Deportierte aus „Bandengebieten“ untergebracht.
Zur Erinnerung an die im Lager Umgekommenen wurde 1967 eine Gedenkstätte errichtet; ein Ausstellungsraum, mehrere Skulpturen und ein Marmorblock, in welchem ein Metronom an den Herzschlag der Toten erinnert und eingemeißelte Striche die Tage des Leidens zählen.

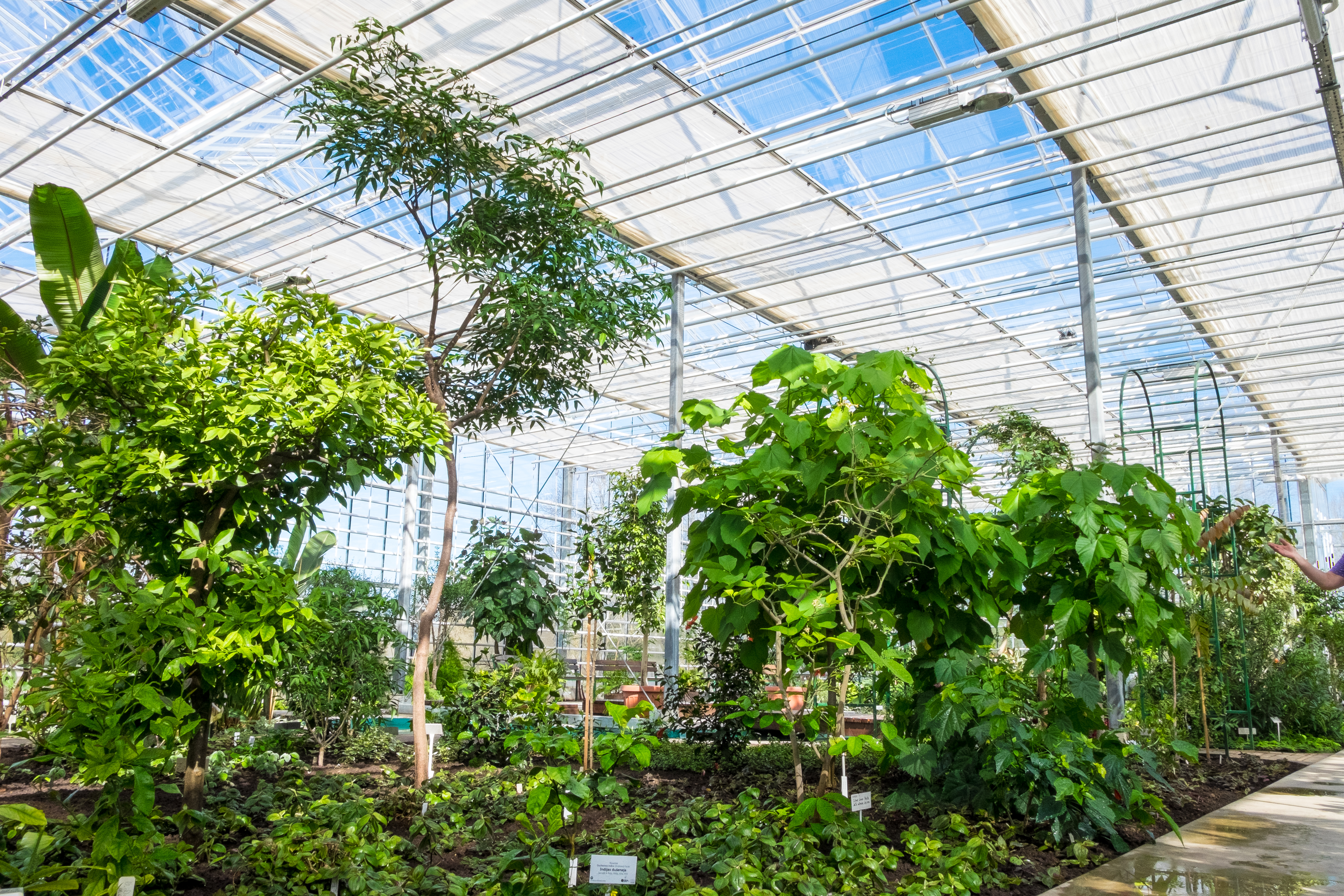
Gewächshaus im Nationalen Botanischen Garten

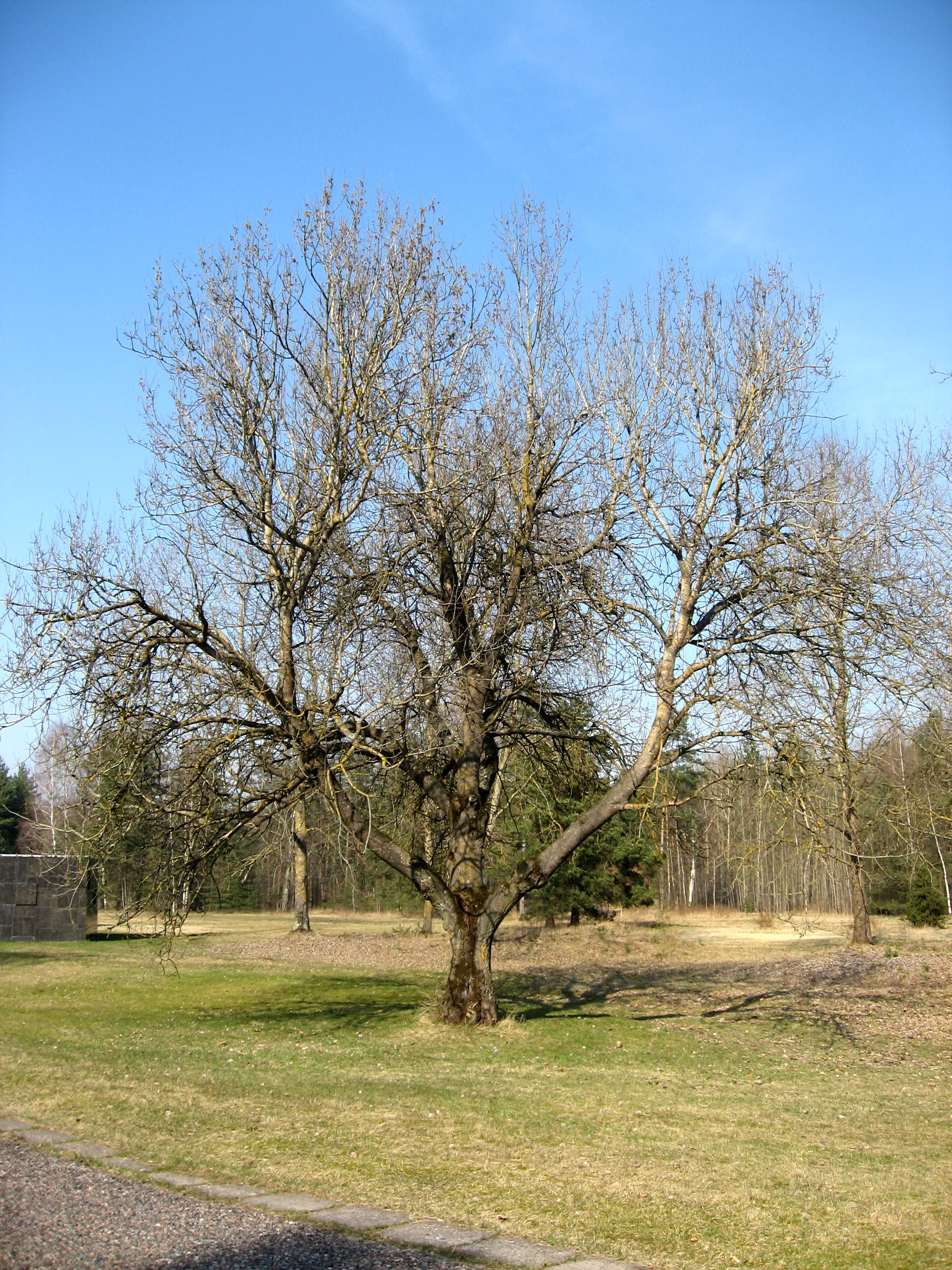
Exemplar von Fraxinus excelsior im Arboretum des Botanischen Gartens

## Nationaler Botanischer Garten von Lettland
Die heutige Institution wurde 1956 gegründet, aber ihre Geschichte reicht bis in das Jahr 1836 zurück, als Christian Wilhelm Schoch eine kommerzielle Gärtnerei gründete, die später nach Salaspils umzog. Vor dem Zweiten Weltkrieg war es die größte Gärtnerei im Baltikum. 1944 wurde sie in einen staatlichen Versuchsgarten und 1956 in den Botanischen Garten der Lettischen Akademie der Wissenschaften umgewandelt. Seit der Wiederherstellung der lettischen Unabhängigkeit im Jahr 1991 dient die Anlage als Nationaler Botanischer Garten Lettlands.
Der Nationale Botanische Garten Lettlands hat die Hauptaufgaben „Untersuchungen in Botanik und Ziergartenbau, Pflanzensammlungen, Einführung von Pflanzen, Forschungen in Genetik und Züchtung sowie Information und Popularisierung der Untersuchungsergebnisse.“ Es ist der größte botanische Garten in den baltischen Staaten und umfasst eine Fläche von fast 130 Hektar. Er enthält mehr als 14.000 Pflanzenarten, darunter mehr als 5.000 Bäume und ca. 1.400 Gewächshauspflanzen. Abgesehen von seinem wissenschaftlichen Zweck ist der Nationale Botanische Garten auch ein beliebter Freizeitpark.

## Städtepartnerschaften
- Finspång in Schweden, seit 1997
- Finsterwalde in Deutschland, seit 2002
- Dzierzgoń in Polen, seit 2002

## Persönlichkeiten
- Werner Robert Waldhauer (1855–1940), deutsch-baltischer Arzt
- Ferdinand Christoph Waldhauer (1853–1907), deutsch-baltischer Arzt

## Salaspils novads
Seit 2004 bilden die Stadt Salaspils und die Landgemeinde Salaspils den Bezirk Salaspils (lettisch: Salaspils novads) mit 23.451 Einwohnern (2022).